# Михаило Живановић
Михаило Живановић, познат као Мика-Жути (Београд, 17. фебруар 1928 — Београд, 18. јул 1989) био је српски и југословенски кларинетиста, саксофониста, композитор, диригент забавних оркестара РТБ и аранжер.

## Биографија
Рођен је у Београду 1928, у улици Проте Матеје.
Први сусрет с нотама имао је у осмој години, 1936, када га је отац уписао у нижу Музичку школу Станковић, где је првобитно учио да свира клавир. Када је 1942. преко Радио-Лондона чуо звуке кларинета, схватио је да је то оно шта жели. Очаран лепотом џеза, редовно је посећивао салу Коларца у Београду и слушао џез концерте домаћих мајстора (Илија Генић, Младен Гутеша, Војин Поповић и др.), као и стране извођаче (Кари Бернет, немачка певачица).
Похађао је Трећу мушку гимназију и Средњу музичку школу „Станковић“, инструмент клавир. Потом је уписао студије на Природно-математичком факултету у Београду, одсек хемија, које напушта због музике, и то тада када је стигао до дипломирања.
По завршетку рата, 1945, Михаило је наставио да учи клавир у Средњој музичкој школи „Станковић“.
Највећи преокрет на његовом животном путу десио се 1946. године, када је у једној комисионој радњи видео и купио први кларинет. Обзиром да је поседовао солидно знање из музике, почео је даноноћно да вежба, овај пут - кларинет.
У 18. години, надахнут музиком Глена Милера и оркестром Вудија Хермана одлучно је решио да кларинет и музика постану његови животни сапутници, завршио је кларинет у Средњој музичкој школи „Јосип Славенски“, у класи професора Фрање Партлића.

## Рад са оркестром Фис-дур
Џез је за Михаила Живановића био изузетно привлачан. Остварујући себе на том пољу, 1946. године формирао је џез састав коме је по свом кларинету дао назив Фис-дур. Овај оркестар је Михаило лично водио. Захваљујући квалитету, оркестар је врло брзо постао један од најпознатијих у Београду. Прву поставу музичара чинили су: Мило Димитријевић (гитара), Душко Радић (клавир), Станислав Содермајер (бубњеви) и сам Михаило Живановић (кларинет).
Жељан знања и даљег напретка у музици, 1946. уписао је Свемузичку академију, инструмент кларинет. Ту ће упознати и Едуарда Сађила, такође студента кларинета.
Оркестар Фис-дур ређа успех за успехом: наступи, турнеје, одушевљења и праве овације задовољне публике. Следеће, 1947. године дошло је до велике измене у ансамблу новим врхунским музичарима. Ту су тада свирали: Предраг Ивановић (труба), др Александар Пејић (хармоника), Милован Вукајловић-Геније (клавир и хармоника), Предраг Стефановић-Гроф (тромбон) и Бранко Пејаковић (бас). Од старих чланова остали су само Содермајер и Живановић.
Значајан сусрет са Бором Роковићем (трубачем, композитор, аранжером, хармоникашем и клавиристом) десио се док је свирао на једној игранци 1949. године. Бора га је слушао, задивљен његовим талентом желео је да му помогне, да га још више и боље уведе у свет џеза, усмеравајући га на праве вредности. Понудио му је да свира и у његовом оркестру. Ту је Живановић свирао све до краја 1953. Ускоро је уследио позив и Александра Нећака, па је истовремено свирао у сва три оркестра.
Оркестар Фис-дур је постојао све до 1950.

## Рад у Ревијском оркестру Радио-Београда
Познати тромбониста Младен Гутеша је 18. јануара 1948. основао Забавни-Ревијски оркестар Радио-Београда. Крајем 1949. позивао је Михаила Живановића да буде његов члан. Михаило је тада био студент Музичке академије у класи реномираног професора Бруно Бруна. За такав један рад и стално запослење, морао је да добије дозволу професора. Професор Бруно му је дао пристанак.
Михаило је у Ревијском оркестру свирао прво баритон саксофон, а потом инструмент који је студирао - кларинет. Ређале су се веома успешне турнеје и концерти Ревијског оркестра РБ. Поменимо један такав у Загребу 1953. године, на коме се доказало да је Београд центар југословенског џеза.
Пред крај студија, 1954. по наговору професора са Академије, напустио је Ревијски оркестар Радио-Београда и запослио се у оркестру Народног позоришта (Београдска Опера), где је радио четири године, до 1958.
Као студент Академије, забележио је изузетан успех на Југословенском такмичењу младих уметника, кларинетиста озбиљне музике, у Скопљу, 1954. Ту је освојио II награду (I није додељена).
Следеће, 1955. године дипломирао је са успехом кларинет.

## Рад у Октету Михаила Живановића
Године 1955. Живановић је основао Октет Михаила Живановића у којем и сам свирао баритон саксофон. Осим њега, ту су свирали и: Предраг Ивановић (труба), Никола Дајзингер (алт саксофон), Едуард Сађил (тенор саксофон), Предраг Стефановић (тромбон), Војкан Ђоновићић (гитара), Роберт Хаубер (клавир) и Раде Миливојевић (бубњеви).
Октет је 10 година са великим успехом наступао на свим радио-станицама у земљи и иностранству. Убрзо је постао један од водећих југословенских ансамбала за модерну и експерименталну џез музику.

## Даљи животни пут
Од 1958, па готово до задњих дана живота, био је у радном односу у Продукцији грамофонских плоча Радио-телевизија Србије. Исте те године постао је и стални члан Гудачког забавног оркестра који је водио Илија Генић, а касније постаје диригент Џез оркестра и Ревијског оркестра Радио-телевизије Београд.
Од 1960. године, постао је члан Удружења композитора Србије.
Године 1975. постао је шеф Забавног ансамбла РТБ, а од 1978. стални диригент забавних оркестара РТБ све до смрти.

## Значај
Михаило Живановић је био веома плодан композитор. Писао је дечју и сценску музику, шлагере, забавне песме, али и концертантну музику, као и многобројне композиције и аранжмане за програме југословенских радио и ТВ станица.
Непрестано је пратио збивања у свету џез и забавне музике, тако да је увек био у савременим музичким токовима свога времена. Стварао је интензивно са успехом различите жанрове - више од четрдесет година. Написао је преко 300 инструменталних, забавних и вокално-инструменталних композиција
До тада се по београдским џез оркестрима углавном неговала само страна џез музика. Живановић је један од првих џез музичара који је почео да компонује савремену домаћу џез музику, којом се бавио из великог ентузијазма. Југословенску забавну и џез музику Живановић је много обогатио својим великим знањем и делатношћу, радећи до последњег дана. Живановићева многа остварења трајно су забележена у историји југословенског џез стваралаштва.
Писао је сценску музику и забавне песме за тадашње популарне певаче као што су: Арсен Дедић, Нада Кнежевић, Лола Новаковић, Бисера и Сенка Велетанлић, Аница Зубовић, Драган Стојнић, Тихомир Петровић, „Лутајућа срца“, Ђорђе Марјановић, Зафир Хаџиманов, Крунослав-Кићо Слабинац, Драган Мијалковски и многи други.
Био је један од најплоднијих музичких стваралаца за децу.
У време када се интензивно бавио инструментом, важио је за једног од најинвентивнијих и најбољих солиста на кларинету и баритон саксофону. Као инструменталиста са успехом је наступао на концертима у земљи и иностранству (Немачка, Аустрија, Румунија, Америка). Као солиста, овај уметник је своју земљу представљао у Берлину на концерту из серије „Музика не познаје границе“.
На фестивалима забавне музике наступао је као диригент. Био је диригент и Забавног оркестра РТБ.
Једно време је радио као први кларинетиста Симфонијског оркестра РТВ Београд.
Одлично је познавао аранжерски занат, те је и на том пољу оставио свој велики допринос и неизбрисив траг.

## Попис дела
Компоновањем почиње да се бави 1950. Његов стваралачки опус је огроман.
ВОКАЛНО-ИНСТРУМЕНТАЛНЕ ЗАБАВНЕ МЕЛОДИЈЕ
„Чекање“, „Ако смо били туђи“ (Нада Кнежевић), “Стари храст” и “Трагови” (Крунослав-Кићо Слабинац), „Не лажи“ (Душан Јакшић), „Сусрет на Баш-чаршији“, „Зар не знаш да те волим?", „Осмех ми дај“, „Када ћеш ми доћи?" „Ја те зовем, љубави“, „Једно поподне“, „Једне ноћи“ (Драган Стојнић), „Стрепња“, „Кад ћеш рећи да ме волиш?", „Мај“, „Наше задње вече“ „Прича из Севиље“, „Чекам“, „Сада не“ (Београдско пролеће, Арсен Дедић), „Пролећни дан“ и „Дођи кад зима прође“ (Бисера Велетанлић), „То није сан“ итд.
КАМЕРНА ИНСТРУМЕНТАЛНА МУЗИКА
„Мачја Игра“, „Оријент“, „Пет дивова“, Поноћни звуци“, „Раскрсница“, „Весела петорка“ (музика за инструментални октет).
МУЗИЧКО-СЦЕНСКА ДЕЛА
Музика за балет старе америчке баладе „Френки и Џони“ за Савремено позориште у Београду 1962. године.
Балетску свиту „Биљана“ 1963. године. Балетска нумера за музички комад „Бетина“ за Савремено позориште.
Написао је и балетску музику за филм Саве Мрмака „Звиждук у осам“. За ову прву филмску ревију код нас, Живановић је компоновао две балетске нумере: „Веспа“ и „Луна-парк“.
Музика за позоришну представу „Лек против старења“.
СИМФОНИЈСКА МУЗИКА СА СОЛИСТИМА
„Фантазија за кларинет и оркестар“, „Рапсодија за кларинет и оркестар“, „Став у ф-молу за кларинет и оркестар“, „Скице за кларинет“, „Носталгија“, „Увек си насмејана“.
Својом композицијом „Блуз за кларинет“, Живановић је представљао земљу на концерту „Џез на Јелисејским пољима“ у Берлину.
За Телевизију 1965. године пише „Рапсодију за алт саксофон и симфонијски оркестар“ која је изведена исте године у Остендеу (Белгија), на Nord See фестивалу.
„Балада за алт саксофон“, „Инвенција за алт саксофон“.
„Балада за усну хармонику“.
МУЗИЧКА ДЕЛА ЗА СТАНДАРДНИ ЏЕЗ ОРКЕСТАР
„Напуштен врт“, „Пролетњи пејзаж“, „Салома“, „Весели ритам“, „Песма“, „Минијатуре“, „И тако сваког дана“, „Маштање“, „Сутиванске ноћи“.
ДЕЧЈЕ ПЕСМЕ
Михајло Живановић је композитор који је написао највише песама за децу на тему пријатељства и другарства. „Руку под руку“ и „Царство у другарству“ су сигурно најпознатије из тог циклуса. Ове, и друге песме („Бакине приче“, „Око стуба за рекламе“, „Балада о црном цилиндру"...), певали су: Дечји хор РТБ, Бранко Милићевић, Предраг Панић и Драган Лаковић.
МУЗИКА ЗА ТЕЛЕВИЗИЈСКЕ СЕРИЈЕ
Последњих 10-ак година живота, био је редован сарадник Дечјег програма Телевизије. Компоновао је музику за дечје ТВ серије: „Коцка, коцка, коцкица", „Коларићу Панићу“, „Пут око света за осам нота“, „Цврчков албум“ и „Чик погоди“. Ове дечје композиције снимљене су на грамофонским плочама ПГП-а, а на још десетак разних плоча налазе се његове композиције у интерпретацијама популарних певача тога времена.
За емисију Београдске телевизије - „Трка“, Живановић је компоновао балетску свиту „Биљана платно белеше“ на мотиве истоимене народне мелодије. Ово је један од првих покушаја код нас да се народни мелос користи за писање балетске забавне музике.

## Признања и награде
Михаило Живановић је добитник многобројних награда на уметничком пољу. Наведимо неке од њих:
- I награда жирија критике и II награда стручног жирија за забавну мелодију „Прича сата“, на Фестивалу забавних мелодија у Опатији 1959.
- II награда за лаку оркестарску музику Југословенске Радио-Телевизије за дело „Рапсодија за кларинет и оркестар“, 1961.
- II награда стручног жирија на фестивалу Београдско пролеће 1961. за „Рапсодију за кларинет и симфонијски оркестар“ (I награда није додељена).

- I награда 1974. године за „Рапсодију за кларинет“ на конкурсу ЈРТ за лаку оркестарску музику.
- I награда у Раденцима (Словенија) за „Скице за кларинет“.
- бројне награде стручног жирија и публике на разним фестивалима: Београдско пролеће 1968, 1972, 1973, док је 1974. године награђен за најбољи аранжман у категорији романси.
- бројне награде на фестивалима ЈНА (I награда за песму инспирисану војничким животом на Армијском фестивалу. Песму “Стари храст”, певао је Крунослав-Кићо Слабинац, као и I награда 21. XII 1984. за песму ”Лети, лети, плава птицо”) 1970, 1971, 1972. и 1982. године.
- награде Радио-Београда и ЈРТ за дечју музику (1970. III награда на конкурсу ЈРТ за песму „Око стуба за рекламе“, 1971. III награда на конкурсу ЈРТ за песму „Балада о црном цилиндру").
- награда у Јапану за дечју песму “Кишне капи”.
- Одликован је орденом рада са Сребрним венцем.
- II награда (I није додељена) на Југословенском такмичењу младих уметника извођача у Скопљу 1954.
- За активност на музичком пољу одликован је 0рденом рада са сребрним венцима.
- награда Удружења композитора Србије.
- I награда у Бечу као солиста на кларинету за извођење Арти Шоовог концерта за кларинет и оркестар. Пратио га је Џез оркестар КУД „Бранко Крсмановић“.
- I награда Удружења композитора Србије за „Фантазију“ компоновану за ревијски оркестар (ово је најдраже признање композитору).
- „Дневник“ Радио-Београда озвучен је тада новом музиком која је одабрана на интерном конкурсу. Михаило Живановић је аутор ове музике чији ритмички покрет као да у основи имитира рад телепринтера.
- Добитник Спомен-плакете „Београд 1944-1984". поводом обележавања 40-годишњице ослобођења Београда, Скупштина града Београда му је доделила ово признање као истакнутом појединцу — уметнику значајном за развој Београда, 25. децембра 1984. године.
- Златна медаља Савеза композитора Југославије као знак признања за заслуге и рад на пропагирању и афирмисању југословенског музичког стваралаштва, 1970. године (поводом 20-годишњице оснивања Савеза композитора Југославије).
- Плакета Радио-Београда поводом Дана РТБ за дугогодишњи допринос програма Радио-Београда, 1. XI 1986.